# William Ætheling

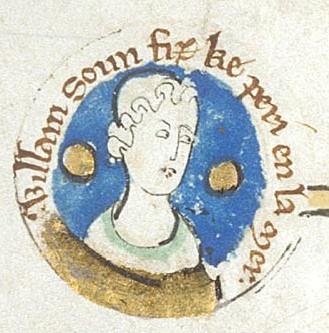
William Ætheling, Miniatur aus dem 13. Jahrhundert

William Ætheling (eigentlich William, auch William Aetheling; William Adelinus, William Adelingus oder Guillaume Adelin; deutsch Wilhelm Ætheling) (* vor 23. November 1103; † 25. November 1120 vor Barfleur) war ein anglonormannischer Prinz und als einzig legitimer Sohn König Heinrichs I. Anwärter auf die englische Krone. Sein vorzeitiger Tod beim Untergang des Weißen Schiffs ließ die Thronfolge ungeklärt, so dass es nach dem Tod seines Vaters 1135 zu einem 20-jährigen Bürgerkrieg kam, der als The Anarchy in die Geschichte Englands einging.

## Herkunft
William entstammte der normannischen Dynastie der Rolloniden. Er war der einzige Sohn des englischen Königs Heinrich I. aus dessen ersten Ehe mit Mathilda von Schottland. Er wurde vermutlich im dritten Quartal 1103 oder früher geboren. Am 23. November gratulierte Papst Paschalis II. dem König zur Geburt des Thronfolgers.

## Kindheit
William war der einzige eheliche Sohn des Königs, hatte aber mehrere uneheliche Halbbrüder und -schwestern. Er war ein Großneffe von Edgar Ætheling und ein Urenkel von Eduard Ætheling. In der Chronik von Ordericus Vitalis erhielt er den alten angelsächsischen Titel Ætheling (anglonormannisch Adelin, später auch latinisiert Adelingus), der im angelsächsischen England einem Angehörigen der Königsfamilie verliehen wurde, die Anrecht auf den Thron hatte. Andere englische Chroniken verwenden diesen Titel allerdings nicht, sondern bezeichnen ihn einfach als Sohn des Königs (the king’s son). Die Bezeichnung von Ordericus führte jedoch dazu, dass William immer noch als Ætheling bzw. Adelin bezeichnet wird. Nach der Chronik von William of Malmesbury wurde der Ætheling sorgfältig auf seine Rolle als Thronfolger vorbereitet. Die Aufsicht über seine Erziehung hatte Otuel Fitzearl, ein unehelicher Sohn von Hugh d’Avranches, 1. Earl of Chester. Der König ernannte Otuel zum Castellan des Tower of London, wo William wahrscheinlich aufwuchs. Otuel überwachte auch die Erziehung der unehelichen Söhne des Königs.

## Anerkennung als Erbe seines Vaters
Williams Vater hatte den Thron erst nach dem Tod seines älteren, kinderlosen Bruders Wilhelm Rufus übernommen und seinen Anspruch gewaltsam gegen seinen ältesten Bruder Robert Curthose verteidigt. Heinrich besiegte Robert, der bis dahin die Normandie regiert hatte, 1106 in der Schlacht bei Tinchebray und hielt ihn bis zu seinem Tod 28 Jahre lang gefangen. Roberts Sohn Wilhelm Clito erhob jedoch weiterhin Ansprüche auf das ehemalige Herrschaftsgebiet seines Vaters. Daher setzte Heinrich viel daran, seinem Sohn William die unangefochtene Anerkennung als Erbe des Königreichs England und des Herzogtums Normandie zu verschaffen. Als William zehn Jahre alt war, wurde er als Zeuge bei Beurkundungen genannt. Sein Vater plante eine dynastisch vorteilhafte Heirat für ihn, als er William im Februar 1113 bei Alençon mit Matilda (auch Alice oder Isabel), der jungen Tochter von Graf Fulko V. von Anjou und Maine verlobte. Zwei Jahre später begann sein Vater damit, seinem Sohn die Thronfolge zu sichern. 1115 huldigten die Barone der Normandie William und schworen ihm die Treue. Im März 1116 huldigten ihm in Gegenwart seines Vaters die englischen Magnaten. Nach dem Tod seiner Mutter am 1. Mai 1118 diente er vermutlich als Regent von England, während sein Vater in der Normandie war. Die Urkunden, die in seinem Namen ausgestellt wurden, können allerdings nicht sicher datiert werden.

## Kampf um die Grafschaft Maine

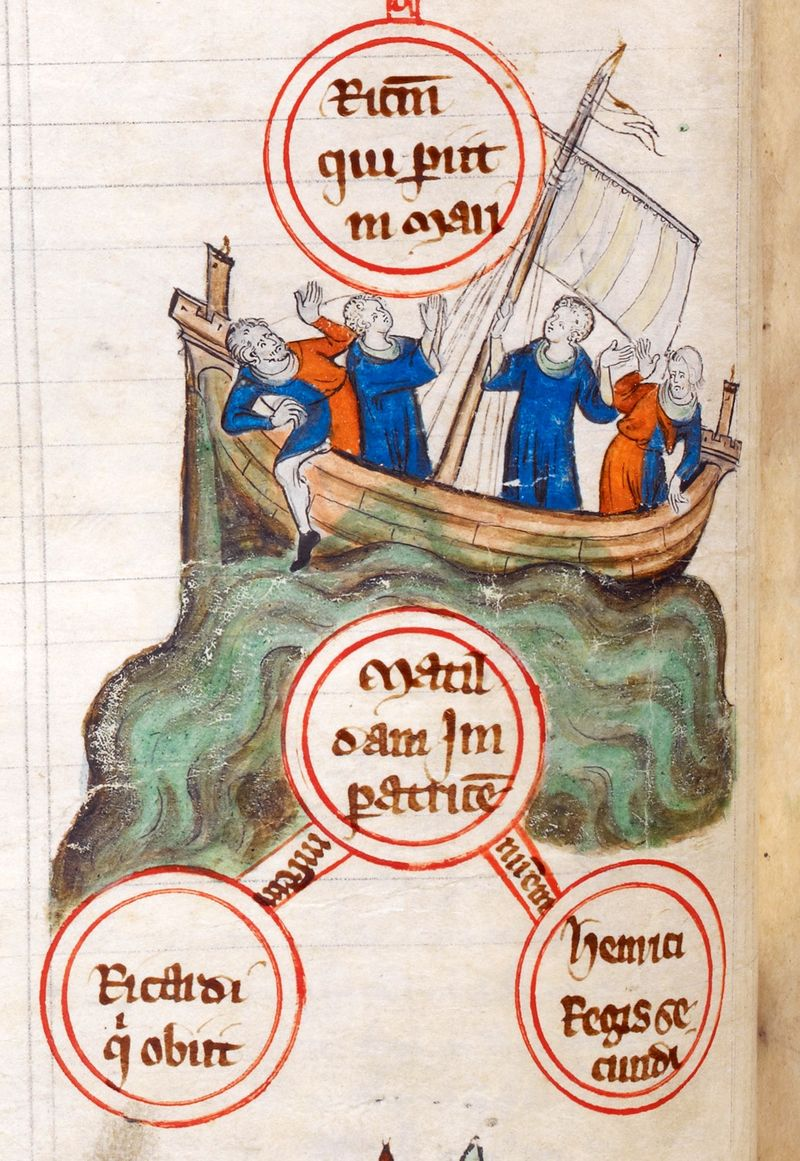
Der Untergang des Weißen Schiffs

Heinrich I. versuchte, seinen Sohn auch zum Erben der südlich an die Normandie angrenzenden Grafschaft Maine zu machen. Diese war schon vor der normannischen Eroberung Englands zwischen den Herzögen der Normandie und den Grafen von Anjou umstritten. Die Pläne von Heinrich I. führten aber unausweichlich zum Konflikt mit dem französischen König Ludwig VI. Dieser vertrat die Rechte von Williams normannischen Cousin Wilhelm Clito. Dieser war der Sohn von Robert Curthose, dem älteren Bruder seines Vaters, der sich seit 1106 in dessen Gefangenschaft befand. Dem französischen König war es gelungen, Graf Fulko auf seine Seite zu ziehen, und im Dezember 1118 erlitt Heinrich I. eine schwere Niederlage, als seine Truppen bei Alençon von einem Heer von Graf Fulko geschlagen wurden. Der König konnte die Niederlage aber rasch ausgleichen, indem er Graf Fulko bestach, worauf dieser die Seiten wechselte, nicht mehr den französischen König unterstützte und der geplanten Heirat von William und Matilda zustimmte. Die Hochzeit fand daraufhin im Juni 1119 in Lisieux statt. Graf Fulko gab seiner Tochter die Grafschaft Maine als Mitgift und versprach ihr auch das Anjou, falls er während seines geplanten Kreuzzugs sterben sollte. Daraufhin kam es zum Krieg mit dem französischen König Ludwig VI. William nahm an der Seite seines Vaters an der Schlacht von Brémule teil, in der Heinrich I. den französischen König schlagen konnte. Wilhelm Clito hatte auf der Seite des französischen Königs gekämpft, und nach der Schlacht soll William seinem unterlegenen Cousin den von ihm erbeuteten Zelter zurückgegeben haben. Im November 1119 begleitete William seinen Vater, als dieser bei Gisors Papst Calixtus II. traf, der entfernt mit ihm verwandt war.

## Untergang des Weißen Schiffs
Die Bemühungen des Königs, William die Anerkennung als sein Erbe zu verschaffen, zeigten Erfolg, als der Prinz Mitte 1119 in einer Urkunde als designierter König bezeichnet wurde. Andererseits berichtete nur der anglonormannische Chronist Eadmer von einer formalen Anerkennung seiner Thronfolge. 1120 setzten Heinrich und William nach Frankreich über, wo der Thronfolger für die Normandie dem französischen König huldigte. Damit erkannte dieser umgekehrt auch das Herrschaftsrecht Williams in dem Herzogtum an. Außerdem hätte er, wenn seinem Vater auf den Thron gefolgt wäre, nicht mehr als König den Huldigungseid vor dem Herrscher Frankreichs ablegen müssen. Somit war Williams Thronfolge in der Normandie, in Maine und in England weitgehend gesichert, als er und sein Vater sich am 25. November zusammen in Barfleur einschifften, um nach England zurückzukehren. Der König brach als erster auf, nachdem er das Angebot des Normannen Thomas Fitzstephen abgelehnt hatte, dessen neues Schiff, Blanche-Nef (= Weißes Schiff), für die Überfahrt zu nutzen. Daher bestieg nun William mit seinem Gefolge das Weiße Schiff. Passagiere und Besatzung sollen aber noch bis spät in die Nacht getrunken haben, und erst gegen Mitternacht aufgebrochen sein. In der Dunkelheit rammte die Blanche-Nef bereits kurz nach dem Ablegen den Quilleboeuf-Felsen vor der Hafenausfahrt von Barfleur und sank in kurzer Zeit. Nur ein Passagier überlebte das Schiffsunglück, während William zusammen mit seiner Schwester Maud, Otuel Fitzearl und zahlreichen weiteren Adligen ertrank. Nur wenige Leichen konnten geborgen werden, die von William wurde nie gefunden.

## Folgen
Williams Frau Matilda hatte mit seinem Vater übergesetzt und war deshalb nicht ertrunken. Ihre Ehe war kinderlos geblieben, nach einiger Verzögerung konnte sie zu ihrem Vater nach Frankreich zurückkehren. Sie trat als Nonne in ein Kloster ein und wurde schließlich Äbtissin von Fontevrault. Sie starb 1154. Der Untergang des Weißen Schiffs machte alle Pläne des Königs mit seinem einzigen Sohn zunichte. Er heiratete erneut, doch die Ehe blieb kinderlos. Daraufhin versuchte er, die Thronfolge für Wilhelms Schwester Matilda zu sichern. Nach dem Tod des Königs beanspruchte aber Stephan von Blois, ein Cousin von Matilda den Thron, worauf es zu einem langjährigen Erbfolgekrieg, der sogenannten Anarchy kam.
Zu seinen Lebzeiten waren auf den Thronfolger große Hoffnungen gesetzt worden, denn nach der Legende soll bereits Eduard der Bekenner ihn auf dem Sterbebett in einer Prophezeiung vorausgehen haben. Nach seinem Tod beurteilten ihn die Chronisten eher negativ. Nach Gervase of Canterbury waren William und seine Begleiter stolz und von der Begierde nach Lust und Luxus getrieben, was er als negative Vorzeichen für einen zukünftigen König sah. Auch der Chronist von Malmesbury hatte Zweifel, ob William trotz seiner Erziehung und Ausbildung ein guter König geworden wäre.